# André Wartelle
Pour les articles homonymes, voir Wartelle.
André Wartelle (Saintes, 9 février 1930 - Paris 16e, 4 décembre 2001) est un prêtre, écrivain et universitaire français. Latiniste et helléniste, il fut doyen de la faculté des lettres de l’Institut catholique de Paris.

## Biographie
André Wartelle est entré en troisième année de théologie à l'Institut catholique de Paris en 1950, et y est resté cinquante ans, d'abord comme étudiant, puis comme chargé de cours, maître de conférences, professeur de latin et de grec et, enfin, comme doyen de la faculté des lettres (1992-1995).
Sa connaissance des textes antiques et sa maîtrise de la langue latine l'ont amené à collaborer avec André Berthier pour localiser la bataille d'Alésia à Chaux-des-Crotenay, dans le Jura.
Il participa très régulièrement aux émissions du journaliste Jean Ferré sur les ondes de Radio Courtoisie.

## Ouvrages
- Inventaire des manuscrits grecs d'Aristote et de ses commentateurs, avec Supplément à l'inventaire, Belles Lettres, 1963 ; réédition 1981  (ISBN 225132593X)
- Histoire du texte d'Eschyle dans l'Antiquité, Belles Lettres, 1972  (ISBN 2251325727)
- Bibliographie historique et critique d'Eschyle et de la tragédie grecque : 1518-1974 (« Collection d'études anciennes »), Paris, Belles Lettres, 1978, XVI-685 p.  (ISBN 2251325735)[2]
- Laudes du soir, poèmes, 1981 ; réédition Éditions de Paris, 2005  (ISBN 2902599064)
- Lexique de la Rhétorique d’Aristote, Belles Lettres, 1982  (ISBN 2251326081)
- Lexique de la Poétique d'Aristote, Belles Lettres, 1985  (ISBN 2251326200)
- (fr + grc) Aristote (trad. Médéric Dufour et André Wartelle), Rhétorique : Tome III, Les Belles Lettres, coll. « des Universités de France », 1973-2003, 235 p. (ISBN 978-2-251-00065-7)
- Alésia, Nouvelles éditions latines, 1990, en collaboration avec André Berthier  (ISBN 2723304132)
- Certitude de l’espérance (avec André Berthier), Beauchesne, 1994  (ISBN 2701013046)
- Saint Justin - Apologies, Introduction, texte critique, traduction, commentaire et index, 1997  (ISBN 2851210831)
- Idées reçues : Supplément au Dictionnaire de Gustave Flaubert, Loris Talmart, 1997  (ISBN 2903911517)
- Lettre aux Chrétiens qui se prennent au sérieux, Éditions de Paris, 1999 ; réédition Éditions du Méridien, 2000  (ISBN 2851620215)
- Mon royaume est un arbre, poèmes, Loris Talmart, 2000  (ISBN 290391169X)
- Éloge de l’écureuil, Fantaisie Zoologique, Philologique, et Théologique, Éditions de Paris, 2001 ; réédition 2005  (ISBN 2851620312)

### Posthumes
- Aristote. Économique, Belles Lettres, 2003, traduction avec B.-A. von Groningen  (ISBN 2251000550)
- Le procès de Jeanne d’Arc, Éditions de Paris, 2004  (ISBN 2851620487)
- Pensées de Saint-Louis, Éditions de Paris, 2005  (ISBN 2851621572)

## Prix
- Prix Roland de Jouvenel 1977[3].
- Prix Broquette-Gonin 1979, puis 1983[3].
- Chevalier de la Légion d'honneur (2000)[4].